# قطعنامه ۱۸۳۸ شورای امنیت
قطعنامه ۱۸۳۸ شورای امنیت سازمان ملل متحد که در تاریخ ۰۷ اکتبر ۲۰۰۸ تصویب شد، سندی بین‌المللی دربارهٔ بررسی وضعیت در سومالی است. این قطعنامه طی نشست ۵۹۸۷ام با ۱۵ رای موافق، ۰ مخالف و ۰ ممتنع تصویب شد.